# Alfred Lyttelton
Alfred Lyttelton (7 février 1857 - 5 juillet 1913) est un homme politique et sportif britannique de la famille Lyttelton qui excelle au football et au cricket. Pendant son séjour à l'université, il participe à des matchs universitaires dans cinq sports: cricket (1876-1879), football (1876-1878), athlétisme (1876) (il est sélectionné pour le lancer de marteau), raquettes (1877-1879) et le tennis (1877-1879), affichant une capacité qui fait de lui sans doute le sportif prééminent de sa génération; son seul rival en termes de polyvalence est Cuthbert Ottaway d'Oxford. Il est, parmi de nombreuses autres réalisations, le premier homme à représenter l'Angleterre au football et au cricket. Il est également un homme politique et est secrétaire d'État aux Colonies entre 1903 et 1905.

## Biographie

### Jeunesse et éducation
Il est le douzième et le plus jeune enfant de George Lyttelton (4e baron Lyttelton), et de sa première épouse Mary, fille de Stephen Glynne, 8e baronnet. Charles Lyttelton (8e vicomte Cobham), Neville Lyttelton et Arthur Lyttelton sont ses frères aînés et le Premier ministre William Ewart Gladstone un oncle par alliance. Le trompettiste de jazz Humphrey Lyttelton est son petit-neveu. Il fait ses études au Collège d'Eton - où il est président de la Pop - et au Trinity College de Cambridge. À Cambridge, il est membre du University Pitt Club et joue pour Cambridge contre Oxford dans le Real Tennis Varsity Match.

### Carrière de joueur de cricket
Lyttelton joue au cricket de première classe pour l'Université de Cambridge, capitaine de l'équipe en 1879. Après avoir quitté l'université, il représente le Middlesex, où il est un gardien de guichet réputé. Au cours de sa carrière de joueur de cricket, Lyttelton accumule un total de 4 429 pistes de première classe à une moyenne de 27,85. En tant que gardien de guichet, il a détenu 134 prises et en a bloqué 70. Il se classe troisième dans les moyennes nationales de première classe en 1879 avec 688 points à 28,66. Pendant son séjour à Middlesex, il représente également le Worcestershire (1874–1885), qui n'est pas alors un comté de première classe.
Au début des années 1880, Lyttelton dispute quatre matchs d'essai contre l'Australie, dont le plus notable est celui disputé à The Oval en 1884. Au cours de ce match, l'Australie atteint un total - presque inconnu à l'époque - de 500 pour six et le capitaine de l'Angleterre, Lord Harris, est si désespéré qu'il demande à son portier, Lyttelton, de passer à la batte. W. G. Grace garde le guichet tandis que Lyttelton envoie une succession de lobes sous les bras, réussissant, remarquablement, à prendre les quatre derniers guichets australiens pour seulement 19 points au cours d'une douzaine de quatre balles. Il est président du Marylebone Cricket Club en 1898.

### Carrière de footballeur

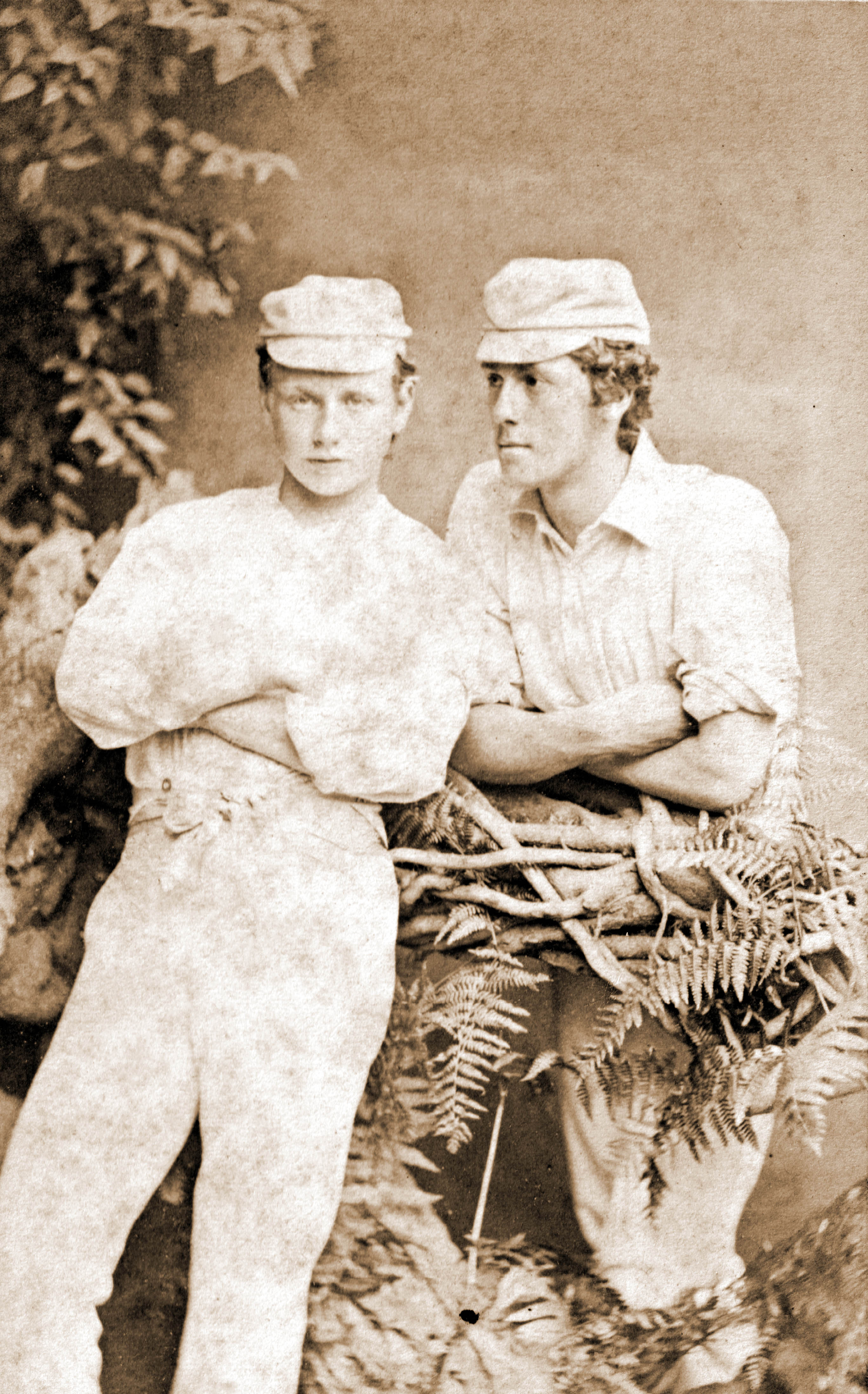
Alfred (à gauche) et son frère aîné Edward à Eton, vers 1872

Lyttelton est également un footballeur passionné et habile, jouant pour Cambridge et Old Etonians et remportant un seul cap pour l'Angleterre contre l'Ecosse le 3 mars 1877. En tant que joueur universitaire, la réussite la plus notable de Lyttelton est le coup du chapeau qu'il a marqué en aidant Cambridge à s'imposer 5-1 contre Oxford en 1878. En tant que joueur de club, il joue pour les Etonians lors de la finale de la Coupe d'Angleterre de football de 1876, un match que l'équipe a perdu, après une reprise, contre Royal Engineers. En tant qu'international, il marque le seul but de la défaite de l'Angleterre 1 à 3 contre l'Écosse en 1877. Il a, selon une évaluation contemporaine du Football Annual, "une avance très forte et rapide, un magnifique tir au but, et peut-être l'avant le plus dangereux." 
Lyttelton a joué les derniers jours du "jeu de dribble", la première forme du code de l'Association et un style de jeu qui valorisait l'individualisme et le contrôle étroit du ballon sur les passes et le travail d'équipe. Ses coéquipiers anglais étaient très critiques à l'égard de ses tentatives de dribbler par lui-même toute la défense écossaise, et Billy Mosforth, le joueur de Sheffield, a osé attirer l'attention de son collègue sur cet échec. Il a été réduit au silence par une répression impérieuse qui a été citée comme illustrant l'attitude des premiers amateurs: «Je joue», a déclaré Lyttelton sans vergogne, «pour mon propre plaisir».

### Carrière professionnelle et publique
En quittant Cambridge, Lyttelton choisit le droit et est secrétaire privé juridique du procureur général, Henry James. Il reste apolitique jusqu'à la retraite de son oncle, mais en 1894, il entre en politique en tant que libéral-unioniste et est élu à la Chambre des communes aux Élections générales britanniques de 1895 en tant que député de Warwick et Leamington. En janvier 1900, il est nommé Conseiller de la reine et plus tard cette année-là, il est envoyé par le secrétaire aux Colonies Joseph Chamberlain en Afrique du Sud en tant que président du comité de planification de la reconstruction après la guerre des Boers, poste dans lequel il impressionne le haut-commissaire sud-africain Alfred Milner.
À la démission de Chamberlain, Lyttelton lui succède comme secrétaire colonial, malgré sa relative inexpérience politique. Sa décision d'autoriser les travailleurs chinois sous contrat en Afrique du Sud s'avère très controversée et est un problème majeur pour les libéraux lors des élections de 1906. Lyttelton tente également des réformes ambitieuses de la gestion britannique des colonies vers une vision impériale plus décentralisée, mais ces idées sont abandonnées par les libéraux qui lui succèdent. Après la chute des conservateurs, Lyttelton reste politiquement actif, s'opposant à la séparation de l'église et de l’État en Pays de Galles et soutenant le suffrage des femmes. À l'été 1913, il est frappé au ventre lors d'un match de cricket en Afrique du Sud. Peu de temps après son retour en Grande-Bretagne, il tombe malade au Foreign Office et une opération révèle la présence d'un abcès à l'estomac. La chirurgie échoue et il est décédé, dans une maison de soins infirmiers, au début de juillet. Ses funérailles ont lieu le jour du match de cricket annuel de Varsity, et le jeu entre Oxford et Cambridge est suspendu pendant deux minutes en signe de respect.

## Famille

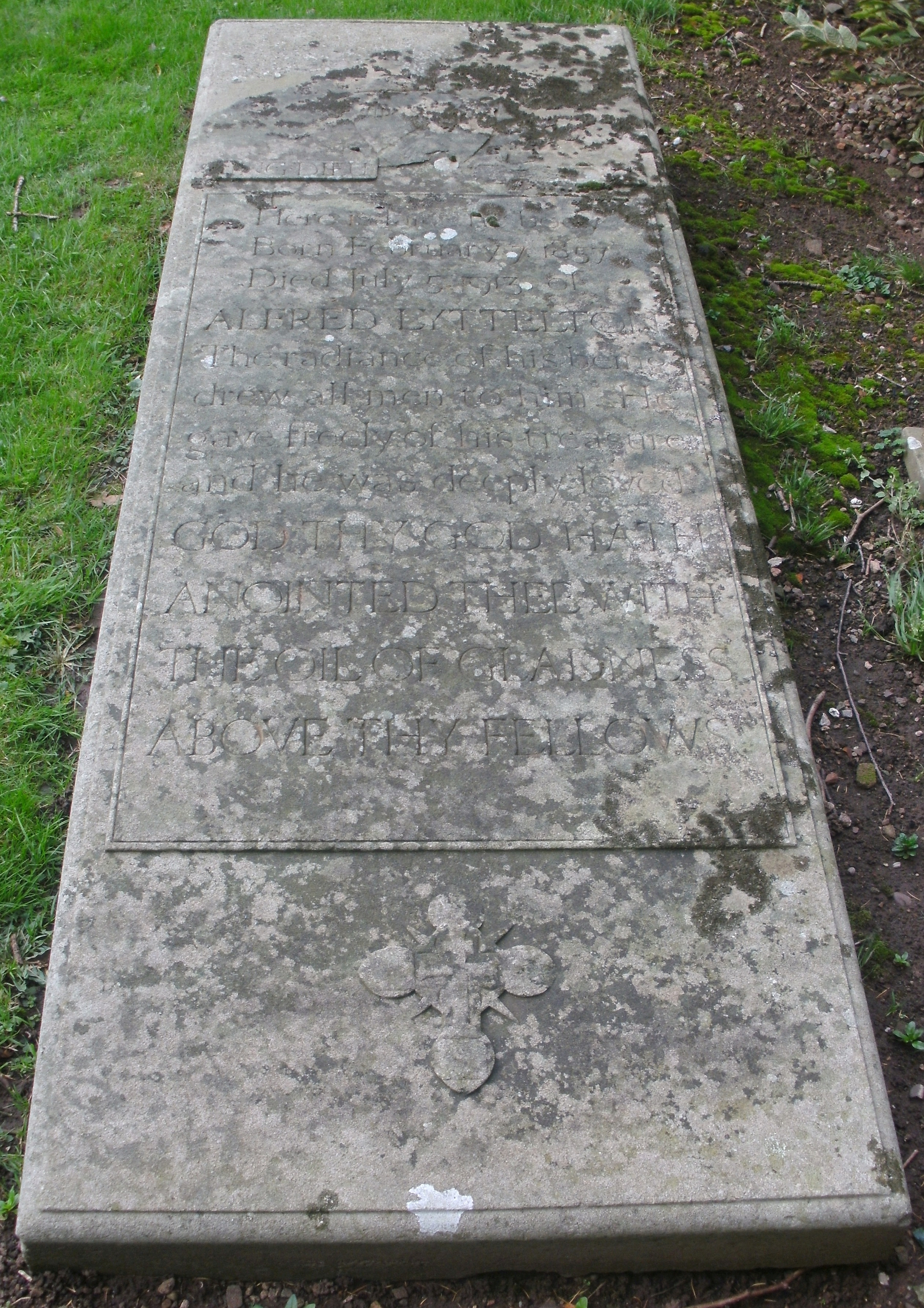
Église Saint-Jean-Baptiste, Hagley, tombe d'Alfred Lyttelton, où sont également enterrées les cendres du premier vicomte Chandos

Lyttelton et ses deux femmes sont membres du groupe intellectuel connu sous le nom de The Souls. En 1885, il épouse Octavia Laura, fille de Charles Tennant, 1er baronnet. Laura, comme on l'appelait habituellement, est née en 1862 et est décédée en 1886, quelques jours après la naissance de leur unique enfant, un fils, décédé en 1888. Edward Burne-Jones conçoit son mémorial dans l'église St Andrew's, Mells et, également en sa mémoire, utilise ses traits pour la sirène dans son tableau de 1886, The Depths of the Sea .
Lyttelton épouse en secondes noces Edith Balfour Lyttelton, fille d'Archibald Balfour, en 1892. Ils ont deux fils (dont l'un est décédé enfant) et une fille. Son fils aîné Oliver Lyttelton est un homme politique et un homme d'affaires de premier plan, créé vicomte Chandos en 1954. Lyttelton est décédé en juillet 1913, à l'âge de 56 ans. Sa deuxième épouse lui survit pendant plus de trente ans et est décédée en septembre 1948.